# Solenopsis froggatti
Solenopsis froggatti é uma espécie de formiga do gênero Solenopsis, pertencente à subfamília Myrmicinae.